# Cethegoides
Cethegoides – wymarły rodzaj pająków z infrarzędu ptaszników i rodziny Dipluridae. Obejmuje tylko jeden opisany gatunek, Cethegoides patricki. Żył w kredzie na terenie współczesnej Mjanmy.

## Taksonomia
Rodzaj i gatunek typowy opisane zostały w 2017 roku przez Jörga Wunderlicha na łamach „Beiträge zur Araneologie”. Opisu dokonano na podstawie datowanej na cenoman inkluzji w bursztynie birmańskim. Nazwa rodzajowa nawiązuje do podobnego rodzaju Cethegus z rodziny Ischnothelidae. Epitet gatunkowy nadano na cześć Patricka Müllera, który jako pierwszy rozpoznał unikatowość holotypu.

## Morfologia
Jedynym znanym okazem jest samiec o ciele długości około 5 mm. Prosomę miał porośniętą krótkimi włoskami, wyraźnie dłuższą niż szeroką, długości około 3 mm i przypuszczalnej szerokości 2 mm. Karapaks był niski, wyposażony w osadzone na dość wysokim wzgórku oczy i głęboką, poprzeczną jamkę. Szczękoczułki miały wystające przed zarys ciała człony nasadowe. Odnóża były stosunkowo długie, o stopach zaopatrzonych w liczne, cienkie, rozmieszczone w dwóch lub trzech rzędach trichobotria oraz kuspule po stronie grzbietowej, zwieńczone dwoma pazurkami z pojedynczym szeregiem długich ząbków oraz długim i bezzębnym pazurkiem nieparzystym. Kolejność par odnóży od najdłuższej do najkrótszej to: IV, I, II, III. Dwie pierwsze pary miały liczne, silne szczecinki na goleniach. Brak było haczyków, skopuli i grzebyków do wyczesywania włosków. Opistosoma była dłuższa niż szeroka. Stosunkowo smukłe nogogłaszczki miały wydłużone i pozbawione szczecinek wierzchołkowych cymbium oraz gruszkowaty bulbus z dość długim embolusem.

## Paleoekologia
Siedliskiem tego pajęczaka były gorące i wilgotne tropikalne lasy deszczowe o bujnej roślinności. Zdominowane były przez araukariowate, zwłaszcza z rodzaju agatis, ale występowały tu też sekwoje, metasekwoje, sosny, cedry i cyprysy. Piętro podszytu tworzyły głównie paprocie i widłaki właściwe. Pory roku determinowane były głównie przez opady. Lasy te rosły nad brzegami rzek, jezior, lagun czy estuariów, o czym świadczy udział fauny słodkowodnej. Nie były odległe od wybrzeży morskich, jako że w bursztynie birmańskim czasem spotkać można organizmy słonowodne, a zwłaszcza ślady ich działalności.
Biota lasów cechowała się dużą bioróżnorodnością; do 2022 roku stwierdzono w burmicie około 2390 gatunków, 1575 rodzajów i 689 rodzin organizmów lądowych i słodkowodnych, w tym ponad 2240 gatunków, 1445 rodzajów, 612 rodzin, 66 rzędów i 8 gromad stawonogów. Pająki oprócz Dipluridae reprezentowały aksamitnikowate, Archaeidae, Arthromygalidae, Burmadictynidae, Burmathelidae, Burmascutidae, Corinnidae, Cretaceothelidae, czyhakowate, Deinopidae, Eomesothelidae, Eopsilodercidae, Fossilcalcaridae. Hersiliidae, Hersiliidae, klejnotnikowate, koliściakowate, kwadratnikowate, Lagonomegopidae, Leptonetidae, Leviunguidae, Macrothelidae, Micropalpimanidae, Mongolarachnidae, Mysmenidae, Ochyroceratidae, Oecobiidae, omatnikowate, Paculidae, Palpimanidae, nasosznikowate, Pholcochyroceridae, Plumorsolidae, Praearaneidae, Praeterleptonetidae, Psechridae, Psilodercidae, skakunowate, śpiesznikowate, Telemidae, Tetrablemmidae, ukośnikwoate i Vetiaroridae. W tych samych fragmentach bursztynu co Cethegoides znajdują się syninkluzje odnóża innego pająka, fragmentów owadów i roślin.